# پودگوراتس (راژانگ)
پودگوراتس (به صربی: Podgorac) یک منطقهٔ مسکونی در صربستان است که در ناحیه نیشاوا واقع شده‌است. پودگوراتس ۵۱۶ نفر جمعیت دارد.